# Rotatormanchetten
Rotatormanchetten (også kaldet rotator cuff) er en gruppe af muskler og deres sener der stabiliserer skulderen. De fire muskler i rotatormanchetten er over halvdelen af de syv scapulohumerale muskler. De fire muskler er supraspinatus, infraspinatus, teres minor og subscapularis.